# Anne de Balbi
Anne de Balbi (19. srpna 1753 zámek La Force – 3. dubna 1842 Paříž) byla francouzská šlechtična a dvorní dáma. Známá je především jako milenka hraběte z Provence, pozdějšího francouzského krále Ludvíka XVIII.

## Život

### Původ a rodina
Narodila se na zámku La Force jako dcera vévody Bertranda Nompara de Caumont de la Force (1724–1773), úředníka u dvora Ludvíka XV. a člena domácnosti hraběte z Provence, a jeho manželky Adelaide-Luce-Madeleine de Galard de Brassac de Béarn (1739–1829), guvernantky dětí hraběte z Artois. Provdala se za hraběte Francesca Marie Armand de Balbi (1752–1835), s nímž měla čtyři dcery.

### Milenka hraběte z Provence
Anne byla popisována jako duchaplná a vtipná kráska, ale také jako žena přitahující své nepřátele velkou neoblomností. V roce 1779 se stala dvorní dámou (dame d'atours) hraběnky z Provence, údajně proto, že se chtěla stát hraběcí milenkou. Údajně hrabě udělal z Anne svou milenku kvůli svému hněvu na lásku jeho manželky k Marguerite de Gourbillon. Annin manžel, který protestoval proti jejich vztahu, byl prohlášen za šílence a zavřen do blázince. Provence v roce 1785 vytvořil ve Versailles zahradu, pojmenovanou po ní „Balbi“.
Anne pobývala u dvora hraběte s Provence spolu s dalším favoritem hraběte, vévodou z Avaray. V roce 1791 se účastnila plánování útěku do Varennes a 2. června odešla do Rakouského Nizozemí, kde 21. června přivítala po jeho úspěšném útěku hraběte.
Anne hrála vůdčí roli u francouzského emigrantského dvora z Koblenzi a byla spolu s monackou kněžnou a Louise de Polastron známá jako „královna emigrace“. Lidé si jí předcházeli pro její vliv na Ludvíka Stanislava, hraběte z Provence, který byl v exilu prohlášen za regenta Francie. Pořádala pravidelné recepce v domě, který jí byl poskytnut poblíž Ludvíkovy rezidence, a protože bylo dobře známo, že se jí svěřoval a že působila jako jeho politická poradkyně, dvořili se jí zahraniční diplomaté, zvláště úzké styky měla údajně s ruským vyslancem.

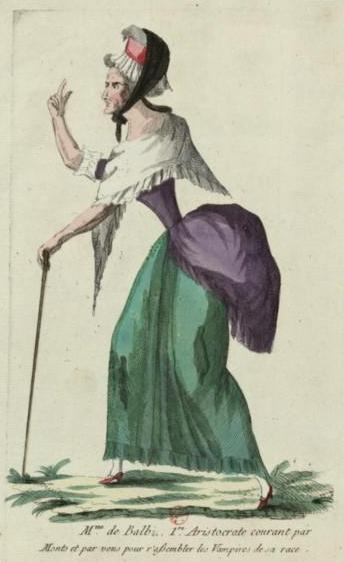
Karikatura Anne Jacobée, 1791

Hrabě de Neuilly ji popsal v tomto období takto:
„Každý večer, když hraběnka de Balbi splnila své povinnosti u madame, se vrátila domů a její hosté se začali scházet. Ale nejdříve se převlékla; vlasy jí upravili před malým stolkem, který přinesli z jiné místnosti; šaty a dokonce i košilka jí byly oblečeny v naší přítomnosti; byla to přijatá věc a zdálo se nám to tak přirozené, že jsme nad time nikdy ani nepřemýšleli. Musím říct, že i přes dost rychlé oči jsem nikdy neviděl víc, než kdyby kolem sebe měla deset zástěn. Byli jsme tam, Pir, Balbi a já, bezvýznamní mladíci, i když jsme měli uniformu a byli jsme už muži; ale monsieur byl také přítomen a nevěnoval jí větší pozornost než my. Obecně zůstával otočený zády, seděl v křesle před krbem, ruku měl položenou na své křivé holi, jejíž stín vrhal siluetu a tvořil profil Ludvíka XVI. Měl ve zvyku strkat si konec hole do boty Během toalety madame de Balbi, která trvala sotva deset minut, se rozhovor ubíral dál. Pokračovalo to ve stejném známém tónu po příjezdu pana d'Avaraye, hraběte de Verac a velmi malého počtu hostů, kteří byli na tyto večery vpuštěni. Mluvili jsme o divadle, hudbě, novinkách z Paříže, písních, nesmyslech a drbech. Monsieur dovedl vyprávění anekdot k dokonalosti a věděl, jak přehlédnout to, co v nich někdy mohlo být příliš drsné. Hráli jsme hry, skládali verše, někdy nahlas četli . . . občas jsme museli skládat verše a Jeho královská výsost se snížila k tomu, aby nám dala lekce prozódie.“
Údajně měla divokou povahu a nenáviděla soupeře o její vliv na hraběte z Provence a její rivalita s jeho dalším oblíbencem, vévodou d'Avaray, byla známá a při některých příležitostech způsobila scény.

### Odloučení a pozdější léta
V dubnu 1792 byla nucena doprovázet hraběnku z Provence do Savojska, vzhledem k tomu, že byla oficiálně její dvorní dámou. Nakonec ale Savojsko opustila usadila se v Bruselu, kde nadále udržovala kontakty s hrabětem z Provence. Během odloučení se jí narodila dvojčata, což hraběti z Provence oznámil jeho oblíbenec d'Avaray, když zveřejnila své plány připojit se k hraběti ve Veroně. Kvůli časové chronologii nemohly být děti hraběte, což ho vedlo k ukončení vztahu. Otcem dvojčat byl údajně hrabě Archambaud de Talleyrand-Périgord.
Do roku 1802 žila v Anglii, pak byla odstraněna ze seznamu emigrantů. Vrátila se do Francie, kde si nárokovala jmění svého manžela a až do své smrti žila s bratrem na venkově.
Zemřela 3. dubna 1842 ve věku 88 let v Paříži.